# Ilex chamaedryfolia
Ilex chamaedryfolia är en järneksväxtart som beskrevs av Reiss. Ilex chamaedryfolia ingår i släktet järnekar, och familjen järneksväxter. Inga underarter finns listade i Catalogue of Life.